# Loki Software
Loki Software, Inc, также известная как Loki Games или Loki Entertainment Software, — упразднённая в 2002 году фирма, занимавшаяся разработкой программного обеспечения. Находилась в Тустине (Калифорния, США). Она портировала некоторые компьютерные игры из Microsoft Windows в операционные системы с ядром Linux. Название компании повторяет имя скандинавского божества Локи.

## История
Loki Software была основана в августе 1998 года Скоттом Драйкером и прекратила своё существования в январе 2002.

## Игры
Список игр, изданных Loki Software:
- Стратегии: Civilization: Call to Power, Heroes of Might and Magic III, Kohan: Immortal Sovereigns[англ.], Sid Meier's Alpha Centauri, Myth II: Soulblighter[англ.].
- Шутеры от первого лица: Quake III Arena, Soldier of Fortune, Tribes 2[англ.], Unreal Tournament
- Симуляторы: Railroad Tycoon II Gold Edition, SimCity 3000
- Другие игры: Eric’s Ultimate Solitaire[англ.], Descent³, Heavy Gear II[англ.], Heavy Metal: F.A.K.K.² Heretic II, Postal, Rune , MindRover[англ.]

В дополнение к изданному списку, у них также есть незаконченное портирование игры Deus Ex. Последнее обновление Deus Ex для Microsoft Windows имело драйвер OpenGL для движка Unreal Engine из порта Loki Software для Linux. Loki Software также разработала несколько бесплатных инструментов, например Loki installer (также называемый Loki Setup), и поддерживала разработку Simple DirectMedia Layer (SDL). Она также начала проект звуковой библиотеки OpenAL (сейчас используется Creative Technology и Apple Computer). Книга Programming Linux Games, изданная Loki Software и R.Hall признана хорошим учебником для Simple DirectMedia Layer.
Многие инструменты Loki всё ещё активно используются и продолжают разрабатываться, часто прежними сотрудниками компании, многие из которых перешли в другие компьютерные или Linux компании. Райн Гордон (также Icculus), прежний сотрудник Loki, после ухода из компании, является ответственным за портирование многих коммерческих игр для Linux и Mac OS. Сэм Лантинга, ведущий программист Loki и создатель SDL, впоследствии работал в Blizzard Entertainment и Valve Software.